# Campeonato Europeo de Patinaje Artístico sobre Hielo de 2008
El XCIX Campeonato Europeo de Patinaje Artístico sobre Hielo se realizó en Zagreb (Croacia) del 21 al 27 de enero de 2008 bajo la organización de la Unión Internacional de Patinaje sobre Hielo (ISU) y la Federación Croata de Patinaje sobre Hielo.
Las competiciones se efectuaron en el Dom Športova de la capital croata.

## Países participantes
Participaron en total 157 patinadores (35 hombres, 40 mujeres, 15 parejas y 26 parejas de danza en hielo) de 34 países europeos.
| - Alemania (9) - Armenia (2) - Austria (4) - Azerbaiyán (5) - Bélgica (3) - Bielorrusia (5) - Bulgaria (4) - Croacia (4) | - Eslovaquia (2) - Eslovenia (3) - España (2) - Estonia (3) - Finlandia (4) - Francia (12) - Georgia (1) - Grecia (3) - Hungría (5) | - Israel (6) - Italia (13) - Letonia (1) - Lituania (3) - Mónaco (1) - Noruega (1) - Países Bajos (1) - Polonia (6) | - Reino Unido (8) - República Checa (5) - Rumania (2) - Rusia (16) - Serbia (1) - Suecia (3) - Suiza (7) - Turquía (2) - Ucrania (8) |

## Resultados

### Masculino
| Puesto | Nombre           | País            | Puntos |
| ------ | ---------------- | --------------- | ------ |
| Oro    | Tomáš Verner     | República Checa | 232,67 |
| Plata  | Stéphane Lambiel | Suiza           | 225,24 |
| Bronce | Brian Joubert    | Francia         | 219,45 |

### Femenino
| Puesto | Nombre           | País      | Puntos |
| ------ | ---------------- | --------- | ------ |
| Oro    | Carolina Kostner | Italia    | 171,28 |
| Plata  | Sarah Meier      | Suiza     | 169,44 |
| Bronce | Laura Lepistö    | Finlandia | 165,65 |

### Parejas
| Puesto | Nombre                             | País     | Puntos |
| ------ | ---------------------------------- | -------- | ------ |
| Oro    | Aliona Savchenko / Robin Szolkowy  | Alemania | 202,39 |
| Plata  | Mariya Mujórtova / Maksim Trankov  | Rusia    | 169,41 |
| Bronce | Yuko Kawaguchi / Aleksandr Smirnov | Rusia    | 167,25 |

### Danza en hielo
| Puesto | Nombre                                  | País    | Puntos |
| ------ | --------------------------------------- | ------- | ------ |
| Oro    | Oksana Dómnina / Maksim Shabalín        | Rusia   | 207,14 |
| Plata  | Isabelle Delobel / Olivier Schoenfelder | Francia | 205,92 |
| Bronce | Yana Jojlova / Serguéi Novitski         | Rusia   | 197,06 |

## Medallero
| Núm. | País            | Oro | Plata | Bronce | Total |
| ---- | --------------- | --- | ----- | ------ | ----- |
| 1    | Rusia           | 1   | 1     | 2      | 4     |
| 2    | Alemania        | 1   | 0     | 0      | 1     |
| 2    | Italia          | 1   | 0     | 0      | 1     |
| 2    | República Checa | 1   | 0     | 0      | 1     |
| 5    | Suiza           | 0   | 2     | 0      | 2     |
| 6    | Francia         | 0   | 1     | 1      | 2     |
| 7    | Finlandia       | 0   | 0     | 1      | 1     |
|      | TOTAL           | 4   | 4     | 4      | 12    |